# ジャック・ド・ヴォーカンソン

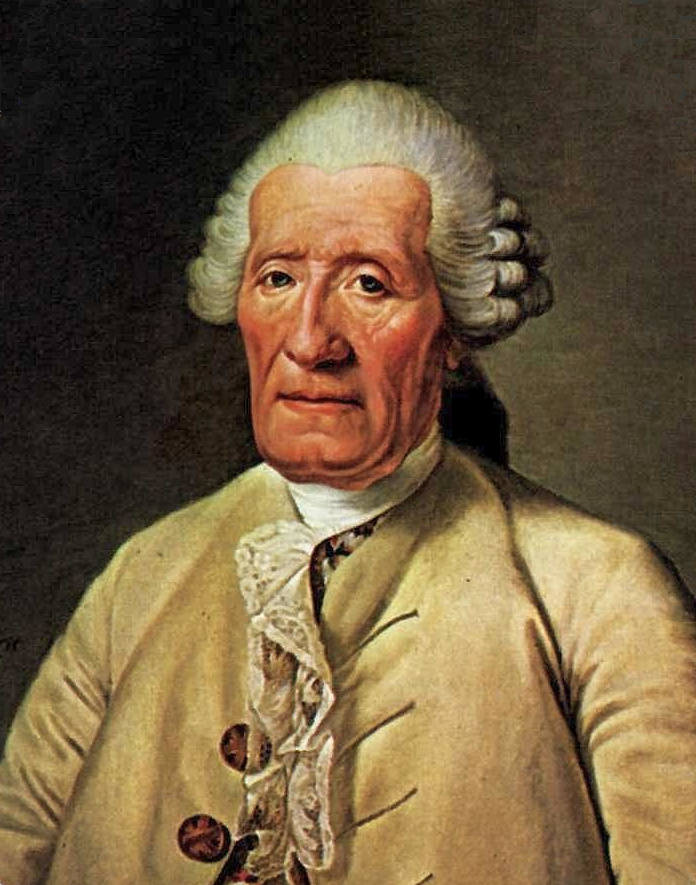
ジャック・ド・ヴォーカンソンの肖像

ジャック・ド・ヴォーカンソン（Jacques de Vaucanson, 1709年2月24日 - 1782年11月21日）は、フランスの発明家。オートマタの製作と自動織機の製作で知られている。

## 前半生
1709年、フランスのグルノーブルでジャック・ヴォーカンソン（Jacques Vaucanson、"de" は後に科学アカデミーによって付与されたもの）として生まれた。手袋職人の10番目の子であり、生活は貧しく、ヴォーカンソン本人は時計職人になることを希望していたという。イエズス会士の下で勉強し、後にリヨンのミニモ修道会に参加した。そのまま聖職者になるつもりだったが、外科医 Le Cat と出会い、解剖学の詳細を教えられたことで機械装置への興味が再燃した。この新たな知識は、血液循環、呼吸、消化といった生命体の機能を真似た機械装置を開発する下地となった。

## オートマタの開発
18歳のとき、ヴォーカンソンは貴族からリヨンに自身の工房を与えられ、機械の組み立てを許された。同年（1727年）、レ・ミニームを治める行政官の訪問を受けている。ヴォーカンソンは人間を模した機械の製作を決めた。そのオートマタは晩餐の給仕をし、食卓を掃除するというものだった。しかし、行政側はヴォーカンソンのやっていることを「冒涜的だ」と断じ、彼の工房の破壊を命じた。
1737年、ヴォーカンソンは「笛吹き人形」を作った。等身大の人形であり、笛と太鼓を演奏でき、12曲のレパートリーがあったという。その指は笛を正しく演奏できるほど柔軟ではなかったため、ヴォーカンソンはその手に革の手袋をはめた。翌1738年、彼は製作したオートマタを科学アカデミーで披露した。当時オートマタはヨーロッパ中で流行していたが、その多くは玩具程度であり、ヴォーカンソンの生きているかのような機械は革命的だった。
1738年後半には、「タンバリンを叩く人形」と「消化するアヒル（Canard digérateur）」を製作した。特にアヒルはヴォーカンソンの最高傑作とされている。アヒルは400点の可動部品で構成され、羽ばたくことができ、水を飲み、穀物をついばんで消化し、排泄することができる。ヴォーカンソンのアヒルは確かに消化を正確に実演してみせたが、実は「消化済みの食物」を格納した小部屋が内部にあり、アヒルが食べた穀物を消化して排泄したわけではなかった。そのような「詐欺行為」は時折問題とされるが、後援者となる金持ちや有力者を楽しませるという意味ではそれで十分だった。ヴォーカンソンはアヒルの腸に使うために世界初の柔軟なゴム管を発明したとされている。このような革命的な発明をしたにも関わらず、ヴォーカンソンはそれにすぐ飽き、1743年にはそれらを売ってしまった。
これらの発明により、プロイセンのフリードリヒ2世がヴォーカンソンを知るようになり宮廷に招こうとした。しかし、ヴォーカンソンはあくまでもフランスのために働きたいと考え、その招待を断った。

## 政府の仕事
1741年、ルイ15世に仕えた宰相のフルーリー枢機卿がヴォーカンソンをフランスの絹織物生産の検査官に任命した。彼は絹織物製造工程の改善を任された。当時、フランスの繊維産業はイングランドやスコットランドの後塵を拝していた。ヴォーカンソンは織物生産工程の様々な部分の自動化を促進した。1745年、Basile Bouchon や Jean Falcon の先駆的成果に基づいて世界初の完全自動織機を開発した。ヴォーカンソンはパンチカードを使って織物産業の自動化を試みた。このテクノロジーは半世紀以上も後になってジョゼフ・マリー・ジャカールが改良を施し、繊維産業に革命をもたらすこととなった。さらに20世紀には、パンチカードによるデータ入力という考え方がコンピュータに応用されることになった。ヴォーカンソンが提案したものは職人には受けが悪く、街中で石を投げつけられたこともあり、その発明の多くは無視された。
彼は他にもいくつかの工作機械を発明している。例えば、1751年ごろ総金属製の旋盤を開発している（Derry & Williamsは1768年としている）。それらは百科全書にも掲載された。
1746年、ヴォーカンソンは科学アカデミーの会員に選ばれた。

## 後世への影響
ヴォーカンソンは1782年、パリで亡くなった。ヴォーカンソンは自身の発明品コレクションをルイ16世に遺贈している。このコレクションはパリのフランス国立工芸院を設立する元となった。
彼の作ったオートマタのオリジナルは全て現存していない。笛吹き人形とタンバリン人形はフランス革命の際に破壊されたといわれている。「消化するアヒル」のみ、1879年に破壊される前に撮影された残骸の写真2点が現存しており、現在ではグルノーブルのオートマタ博物館に、復元品が展示されている。
織機の自動化はヴォーカンソンの存命中は実用化されなかったが、後にジョゼフ・マリー・ジャカールが改良を施し、ジャカード織機を生み出すこととなった。
グルノーブルの Lycee Vaucanson という学校はヴォーカンソンの名を冠した工学系の学校である。